# Bryocorinae

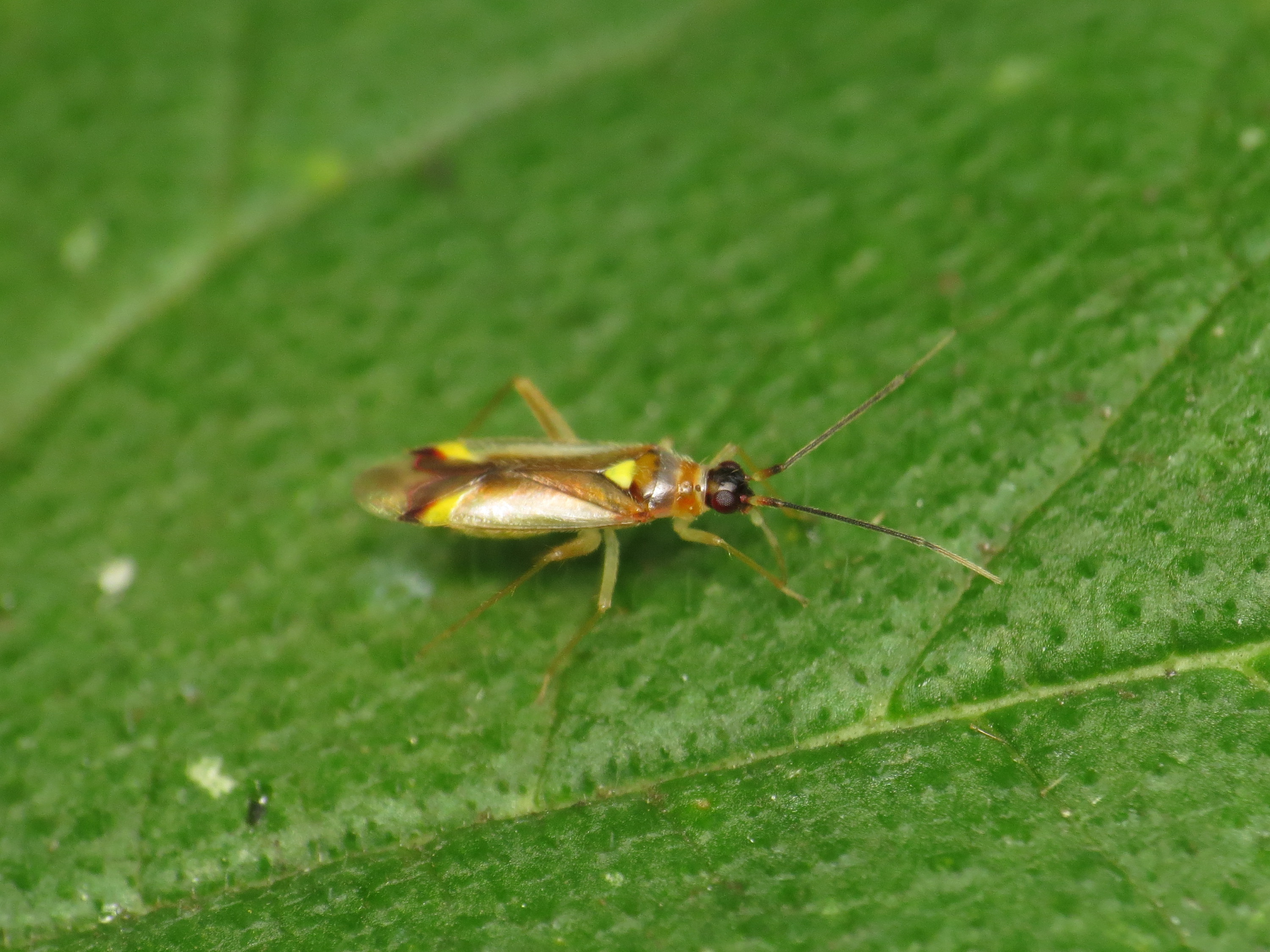
Campyloneura virgula

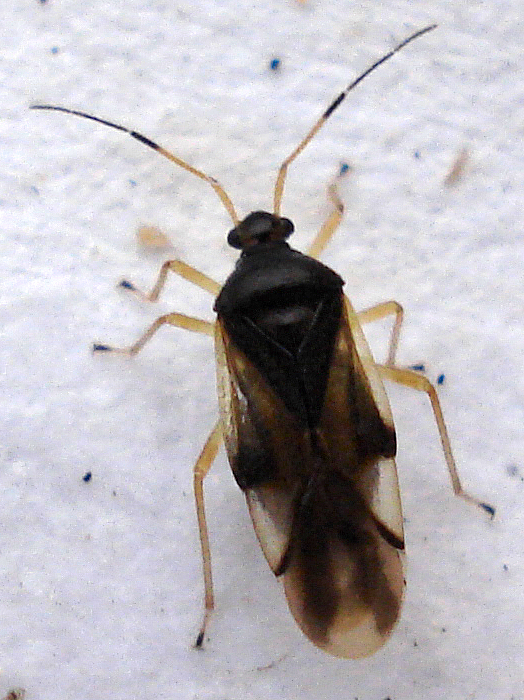
Bryocoris pteridis

Die Bryocorinae sind eine Unterfamilie der Weichwanzen (Miridae) aus der Teilordnung Cimicomorpha. Es sind mehr als 200 Gattungen bekannt. In Europa kommen 50 Arten vor, in Mitteleuropa sind es 38.

## Merkmale
Die Unterfamilie ist sehr heterogen. Ob sie monophyletisch ist, ist unklar. Nach Schuh ist kein einziges Merkmal definiert, das eine Autapomorphie darstellt, jedoch alle, mit Ausnahme der Subtribus Dicyphina, haben distal geschwollene Tarsen. Viele Arten haben eine einzelne Zelle in der Membrane der Hemielytren. Dieses Merkmal tritt ansonsten hauptsächlich nur bei der Unterfamilie Isometopinae auf.

## Lebensweise
Die Vertreter der Tribus Bryocorini leben phytophag und ernähren sich durch das Saugen an Farnen. Im Gegensatz dazu ernähren sich die Arten aus der Tribus Dicyphini hauptsächlich zoophag.

## Taxonomie und Systematik
Die Bryocorinae umfassen folgende drei Tribus und fünf Subtribus:
- Bryocorini
- Dicyphini
  - Dicyphina
  - Monaloniina
  - Odoniellina
- Eccritotarsini
  - Eccritotarsina
  - Palaucorina

In Europa treten folgende Tribus und Arten auf:
- Tribus Bryocorini
  - Bryocoris pteridis (Fallen, 1807)
  - Monalocoris filicis (Linnaeus, 1758)
  - Monalocoris parvulus (Reuter, 1881)

- Tribus Dicyphini

- - Campyloneura virgula (Herrich-Schäffer, 1835)
  - Campyloneuropsis fulva J. Ribes & E. Ribes, 2001
  - Cyrtopeltis canariensis (Lindberg, 1936)
  - Cyrtopeltis geniculata Fieber, 1861
  - Cyrtopeltis salviae Carapezza, 1988
  - Dicyphus albonasutus Wagner, 1951
  - Dicyphus annulatus (Wolff, 1804)
  - Dicyphus baezi J. Ribes, 1983
  - Dicyphus bolivari Lindberg, 1934
  - Dicyphus botrydis Rieger, 2002
  - Dicyphus cerastii Wagner, 1951
  - Dicyphus cerutti Wagner, 1946
  - Dicyphus constrictus (Boheman, 1852)
  - Dicyphus digitalidis Josifov, 1958
  - Dicyphus eckerleini Wagner, 1963
  - Dicyphus epilobii Reuter, 1883
  - Dicyphus errans (Wolff, 1804)
  - Dicyphus escalerae Lindberg, 1934
  - Dicyphus flavoviridis Tamanini, 1949
  - Dicyphus geniculatus (Fieber, 1858)
  - Dicyphus globulifer (Fallen, 1829)
  - Dicyphus heissi J. Ribes & Baena, 2006
  - Dicyphus hyalinipennis (Burmeister, 1835)
  - Dicyphus josifovi Rieger, 1995
  - Dicyphus lindbergi Wagner, 1951
  - Dicyphus martinoi Josifov, 1958
  - Dicyphus matocqi Baena & J. Ribes, 2006
  - Dicyphus montandoni Reuter, 1888
  - Dicyphus pallicornis (Fieber, 1861)
  - Dicyphus pallidus (Herrich-Schäffer, 1836)
  - Dicyphus poneli Matocq & J. Ribes, 2004
  - Dicyphus rubicundus Blote, 1929
  - Dicyphus stachydis J. Sahlberg, 1878
  - Dicyphus tamaninii Wagner, 1951
  - Dicyphus tumidifrons J. Ribes, 1997
  - Dicyphus umbertae Sanchez & Cassis, 2006
  - Macrolophus costalis Fieber, 1858
  - Macrolophus geranii Josifov, 1961
  - Macrolophus glaucescens Fieber, 1858
  - Macrolophus klotho Linnavuori, 1992
  - Macrolophus melanotoma (A. Costa, 1853)
  - Macrolophus pericarti Heiss & J. Ribes, 1998
  - Macrolophus pygmaeus (Rambur, 1839)
  - Macrolophus rubi Woodroffe, 1957
  - Nesidiocoris tenuis (Reuter, 1895)
  - Singhalesia tenuissima (Lindberg, 1959)
  - Tupiocoris rhododendri (Dolling, 1972)

## Belege